# ناشی
ناشی (به لاتین: Naxi District) یک سکونتگاه مسکونی در جمهوری خلق چین است که در لوجو واقع شده‌است.